# Desmeocraera bimaculata
Desmeocraera bimaculata är en fjärilsart som beskrevs av Sergius G. Kiriakoff 1968. Desmeocraera bimaculata ingår i släktet Desmeocraera och familjen tandspinnare. Inga underarter finns listade i Catalogue of Life.